# Cacophony
A Cacophony egy rövid életű amerikai heavy metal együttes volt. 1986-ban alakultak San Franciscóban, és 1989-ben oszlottak fel. Beckert ebben az évben ugyanis ALS-sal diagnosztizálták, és ez rányomta a bélyegét a gitárjátékára. Rövid pályafutásuk alatt két nagylemezt adtak ki. A heavy metalon kívül a shred metal és a neoklasszikus metal műfajokban is játszottak. A Guitar World magazin 1988-as Go Off! című lemezüket a kilencedik helyre sorolta a "Top 10 shred metal album" listán.

## Tagok
- Peter Marrino – ének
- Dan Bryant – ének (csak az utolsó turnén)
- Marty Friedman – gitár
- Jason Becker – gitár
- Atma Anur – dob
- Deen Castronovo – dob
- Kenny Stavropoulos – dob (csak koncerteken)
- Jimmy O'Shea – basszusgitár, vokál
- Craig Swain – basszusgitár, vokál (csak koncerteken)

## Diszkográfia
- Speed Metal Symphony (1987)
- Go Off! (1988)